# Nagyida
Ez a szócikk a szlovákiai településről szól. A romániait lásd itt: Kolozsnagyida.
Nagyida (szlovákul: Veľká Ida) község Szlovákiában, a Kassai kerület Kassa-környéki járásában.

## Fekvése
Kassától 16 km-re délnyugatra fekszik, az Ida-patak partján.

## Története
1251-ben IV. Béla oklevelében említik először. 1275-ben „Ida” néven említik. Nevét az Ida-patakról kapta, amely mellett fekszik. A patak neve ősi kelta folyónévből való.
Egykori várát 1406 után Perényi Péter országbíró építtette, és már 1417-ben itt keltezett. 1442-ben Giskrának engedték át váltságdíjul, majd visszakerült is a Perényiekhez. 1556-ban I. Ferdinánd serege 20 napi ostrom után foglalta el, az ostromot Arany János költeménye, a „Nagyidai cigányok” meséli el. A császáriak ezt követően lerombolták, ámbár a vár sánca, árkai ma is jól láthatók. 1650-ben európai szintű nagy zsidó gyűlés volt itt sátrak alatt a talmudról. Ezrével érkeztek a résztvevők egész Európából, köztük 300 rabbi. A téma az volt, hogy a Messiás eljött-e már, vagy sem. Elölülőjük a Levi nembeli Zakariás rabbi volt.
„Zsidó nagygyűlés Magyarországon. Brett Sámuel, angol utazó és misszionárius, 1650. kiadott munkája tesz először említést arról az állítólagos magyarországi zsidó nagygyűlésről, melyet 1650. Ageda mellett (Budától 30 tengeri mérföldnyire) tartottak a világ különböző tájékáról összegyűlt zsidók, hogy megvizsgálják a  Szentírást a Messiás eljövetele szempontjából. Brett tudósítását megerősíti Sárkány Dávid sárospataki tanárnak L. Vrimoet holland tudósnak küldött válasza, melyben közli, hogy a magyarok között él még emlékezete annak a zsidó zsinatnak, mely Szt. Agata mellett, Budától délre 6 mf. távolban folyt le. Kármán József, a XVIII. századvégi jeles magyar író, Uránia c. folyóiratában (1795) leírja a gyűlés lefolyását, melynek színhelyét ő a Kassa melletti Nagyidára helyezi át. Szerinte a nagygyűlés a következő kérdésekkel foglalkozott: 1. Eljött-e már a Messiás vagy eljövendő-e ? 2. Mily formában jelenti ki magát a Messiás? 3. A kereszténység megváltása-e a Messiás munkája. A rabbinusi concilium (7) hét napig tartott és a gyűlés, melyet a  Rómából érkezett keresztény papok megzavartak, azzal oszlott el, hogy három év múlva újból coneiliumot tartanak Szíriában. Kármán után Cassel (1845), Löw L. is Nagyidát jelöli meg a gyűlés helyéül.”
Kastélyát 1671-ben említik, 1681-ben már romos állapotban van. A 18. században a Csákyak nagy kastélyt építettek itt.
A 18. század végén Vályi András így ír róla (részlet): „IDA. Nagy Ida. Hajdani Vár, és mező Város Abaúj- Várm. földes Ura G. Csáky Uraság, Perényi, és Jábretzki Urak, a’ kiknek épűleteikkel díszesíttetik. Hajdan nevezetesebb vala, és Vára is jó karban lévén, elég viszontagságokat szenyvedett. [...] Földgyeinek egy, réttyének pedig két harmad része soványas, fája, nádgya van, tűzi szűken, legelője elég, ha Kanyapta vize el nem zárja, Kassán eladásra, és keresetre jó módgyok van.”
Fényes Elek 1851-ben kiadott geográfiai szótárában így ír a városról: „Nagy-Ida, magyar m. v. Abauj vmegyében, Kassához dél nyugotra 2 órányira: 1158 kath., 10 evang., 345 ref., 185 zsidó lak. Kath. és ref. anyatemplom. Diszesiti ezen helységet a gr. Csáky Antal kastélyja s gyönyörű angol kertje, pompás tavakkal, üvegházakkal, vadaskerttel. Határának nagyobb része sikon fekszik s igen termékeny; erdeje, rétje, legelője jó, nádja elég a Kanyapta mocsárban; országos vásárai erősen látogatottak, különösen a sertésre nézve hiresek. 1557-ben Perényi Ferencz igen vitézül megoltalmazta az ide való várat Puchaim császári vezér ellen, s számos czigányokat is fegyverfogásra kényszeritvén; de végre ezt a puskapor hiánya miatt 20 napi ostrom után csakugyan feladá. 1650-ben pedig az izraeliták tartának itt nevezetes zsinatot, mellyre Europának minden tartományából jelentek meg, de sikeretlenül megint eloszlottak. – F. u. nagyobb részt gr. Csáky Antal és báró Perényi, továbbá Knézsik, Jabreczky, Püspöki, stb.”
Borovszky Samu monográfiasorozatának Abaúj-Torna vármegyét tárgyaló része szerint (részlet): „Nagy-Ida mezőváros, nagyközség. Kassával egyenes országuti összeköttetésben áll, azonkivül állomása a kassa–tornai vasutnak, mely Bárczán és Enyiczkén át kanyarodik Nagy-Ida felé. 319 házból áll; lakosainak száma 1835, kik csekély töredéken kívül mind magyarok, két harmadrészben katholikusok, egyébként különböző felekezetekre oszlanak. A katholikusokon kívül a reformátusoknak is van templomuk, a nagy számmal levő, az összes lakosságnak 10%-át képező izraelitáknak imaházuk. Van posta- és táviró állomása. Vásárai rendesen népesek szoktak lenni.”
A trianoni diktátumig Abaúj-Torna vármegye Kassai járásához tartozott, majd az új Csehszlovák államhoz csatolták. 1938 és 1945 között ismét Magyarország része.
Az 1960-as években a falu határában építették fel a Kelet-szlovákiai Vasmű hatalmas kohászati komplexumát. A falu ipari jellegűvé vált, a magyar lakosság kisebbségbe került a bevándorlókkal szemben. Az 1970-es évek végétől a környezetszennyezés miatt már építési engedélyt sem adtak ki a faluban. 1995 őszén a vasműben megsérült a gázvezeték, 11-en haltak meg és a község lakosságát ideiglenesen kitelepítették. A magyar nyelvű alapiskola megszűnt, szlovák nyelvű iskola viszont ma is van a faluban (napjainkban csaknem kizárólag a cigány lakosság gyerekei látogatják).

## Népessége
| Év:            | 1994. | 2004.    | 2014.    | 2024.    |
| -------------- | ----- | -------- | -------- | -------- |
| Emberek száma: | 2451  | 2965     | 3485     | 4232     |
| Eltérés:       |       | +20,97 % | +17,53 % | +21,43 % |

| Év:            | 2023. | 2024.   |
| -------------- | ----- | ------- |
| Emberek száma: | 4140  | 4232    |
| Eltérés:       |       | +2,22 % |

1910-ben 2047-en, túlnyomórészt magyarok lakták.
1921-ben 2158 lakosból 2123-an vallották magyarnak magukat.
2001-ben 2808 lakosából 1381 szlovák, 888 cigány, 516 magyar volt.
2006-ban 2963 lakosa volt, ebből mintegy 1200 cigány (valamint még 100-150-en élnek bejelentkezés nélkül). A cigány lakosság 90%-a munkanélküli.
2011-ben 3256 lakosából 1704 szlovák, 884 cigány, 321 magyar.

## Gazdasága
2006 júliusában 150 millió koronás beruházással aszfaltkeverő üzemet nyitottak a község határában.

## Nevezetességei
- Nagyida vára
- Csáky kastély
- Római katolikus templom
- Református templom

## Kulturális élet
- Ilosvai Selymes Péter Néptáncegyüttes

## Híres emberek
- Itt volt tanító az 1550-es években Ilosvai Selymes Péter költő.